# Saint Lawrencebaai
De Saint Lawrencebaai of Sint-Laurensbaai (Engels: Gulf of Saint Lawrence, Frans: Golfe du Saint Laurent) is een baai in Canada aan de monding van de Sint-Laurensrivier in de Atlantische Oceaan.

## Geografie
De baai wordt begrensd door het schiereiland Labrador in het noorden, het eiland Newfoundland in het noordoosten, het schiereiland Gaspésie in het zuidwesten en New Brunswick en het Cape Bretoneiland in het zuiden. De baai heeft verschillende relatief grote zijbaaien, waaronder de West-Newfoundlandse baaien St. George's Bay, Bay of Islands en St. John Bay. 
De grootste opening van de Saint Lawrencebaai in de Atlantische Oceaan is de Straat Cabot tussen Cape Bretoneiland en Newfoundland. De twee andere zeestraten die in de oceaan uitmonden zijn de Straat van Belle Isle (tussen Labrador en Newfoundland) en de Straat Canso (tussen Cape Bretoneiland en het vasteland van Nova Scotia).

## Eilanden in de baai
- Magdalena-eilanden (Québec)
- Anticosti (Québec)
- Newfoundland (Newfoundland en Labrador)
- Ramea-eilanden (Newfoundland en Labrador)
- Penguin Islands (Newfoundland en Labrador)
- Cape Bretoneiland (Nova Scotia)
- Prince Edward Island